# توفيق حميد
توفيق حميد (مواليد 1961) هو مؤلف ومفكر مصري، وعضو سابق في الجماعة الإسلامية في مصر ، وذلك قبل أن سافر إلى الولايات المتحدة الأمريكية. حاليًا يدعو توفيق إلى تطبيق الدين الإسلامي بشكل يتوافق مع حقوق الانسان، مُستخدماً الوعظ في المساجد لنشر أفكاره؛ وبذلك أصبح هدفًا للمتشددين الاسلاميين الذين هددوا حياته. ثم هاجر حميد إلى الغرب حيث ألقى محاضرات في جامعة كاليفورنيا، جامعة ستانفورد، جامعة ميامي وجامعة جورج تاون ضد الأصولية الإسلامية. ويعمل حاليًا في المجلس الاستشاري لقمة المخابرات، وهو مؤتمر سنوي يتعلق بالأمن.
وقد ظهر حامد أيضًا في عدة برامج تلفزيونية، منها قناة فوكس نيوز، وبي بي سي ليتحدث عن الدين الإسلامي، وقد استضافوه باعتباره مسلماً بهدف شيطنة الإسلام في نظر الغربيين.
حميد المعروف أيضًا باسم طارق عبد الحميد، حاصل على شهادة طبية في الطب الباطني ودرجة الماجستير في علم النفس المعرفي والتقنيات التعليمية.

## أنشطته وحضوره الإعلامي
توفيق حميد متفرغ للعمل كباحث متخصص في التيارات الإسلامية والحركات الراديكالية، ويرأس منظمة «إسلام من أجل السلام»، يحاور الغربيين في أمريكا وأوروبا في وسائل الإعلام فيما يخص هذا الشأن، ويرى أن لكل شخص بالغ عالم باللغة العربية الحق بتفسير الآيات القرآنية وأن الأخذ بالأحاديث النبوية الشريفة وخاصة ما أخرج البخاري، ظاهرة قديمة وليست طارئة على المسلمين.

## مناصبه
- يشغل منصب كبير الباحثين في معهد بوتوماك للدراسات السياسية بواشنطن
- رئيس منظمة «إسلام من أجل السلام»
- محاضر في البنتاجون
- مدير «برنامج دراسات التطرف الإسلامي» بمعهد بوتوماك.

## مؤلفاته وكتاباته
- كتاب Inside Jihad («الجهاد من الداخل: فهم الإسلام الراديكالي ومواجهته»)
- كاتب في صحيفة «وال ستريت» و «ديلي نيوز»

## روابط خارجية ذات صلة
- الموقع الرسمي للدكتور توفيق حميد - بالإنكليزية
- لقاء د. توفيق حميد في برنامج سؤال جرئ
- دكتور توفيق حميد في Orient News